# Robert Shakespeare
Robbie Shakespeare, (Kingston, 27 de setembro de 1953 – Florida, dezembro de 2021) foi um baixista, em conjunto com Lowell Dunbar formam o duo Sly and Robbie, considerados por muito, os maiores representantes do gênero reggae.

## Discografia
Veja Discografia parcial em Sly and Robbie.